# Ťuhýkovití

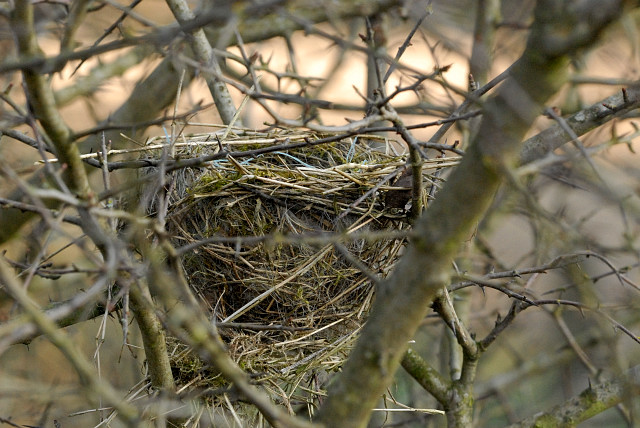
Hnízdo ťuhýka obecného

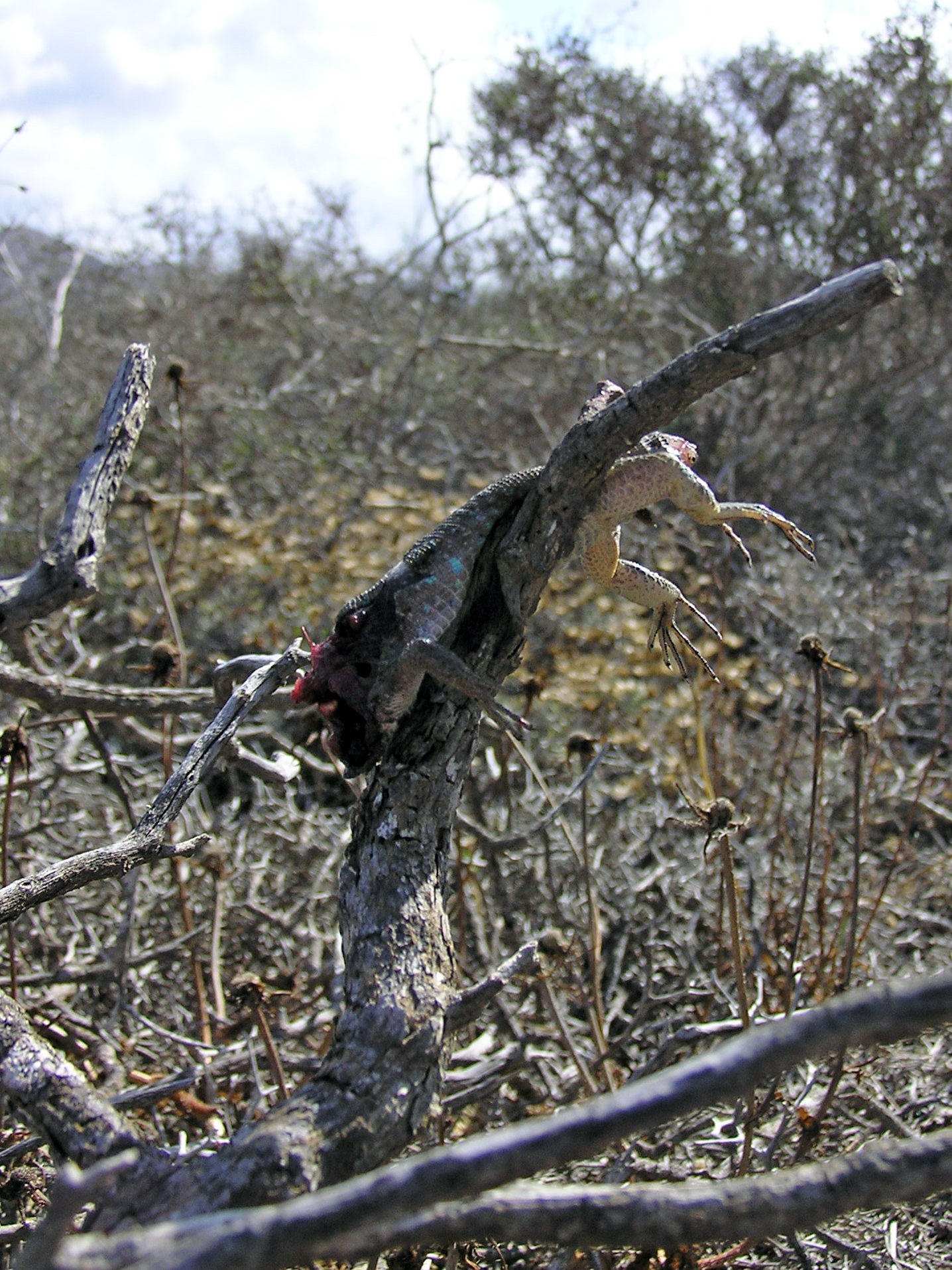
Ještěr ulovený a napíchnutý na trn ťuhýkem pustinným

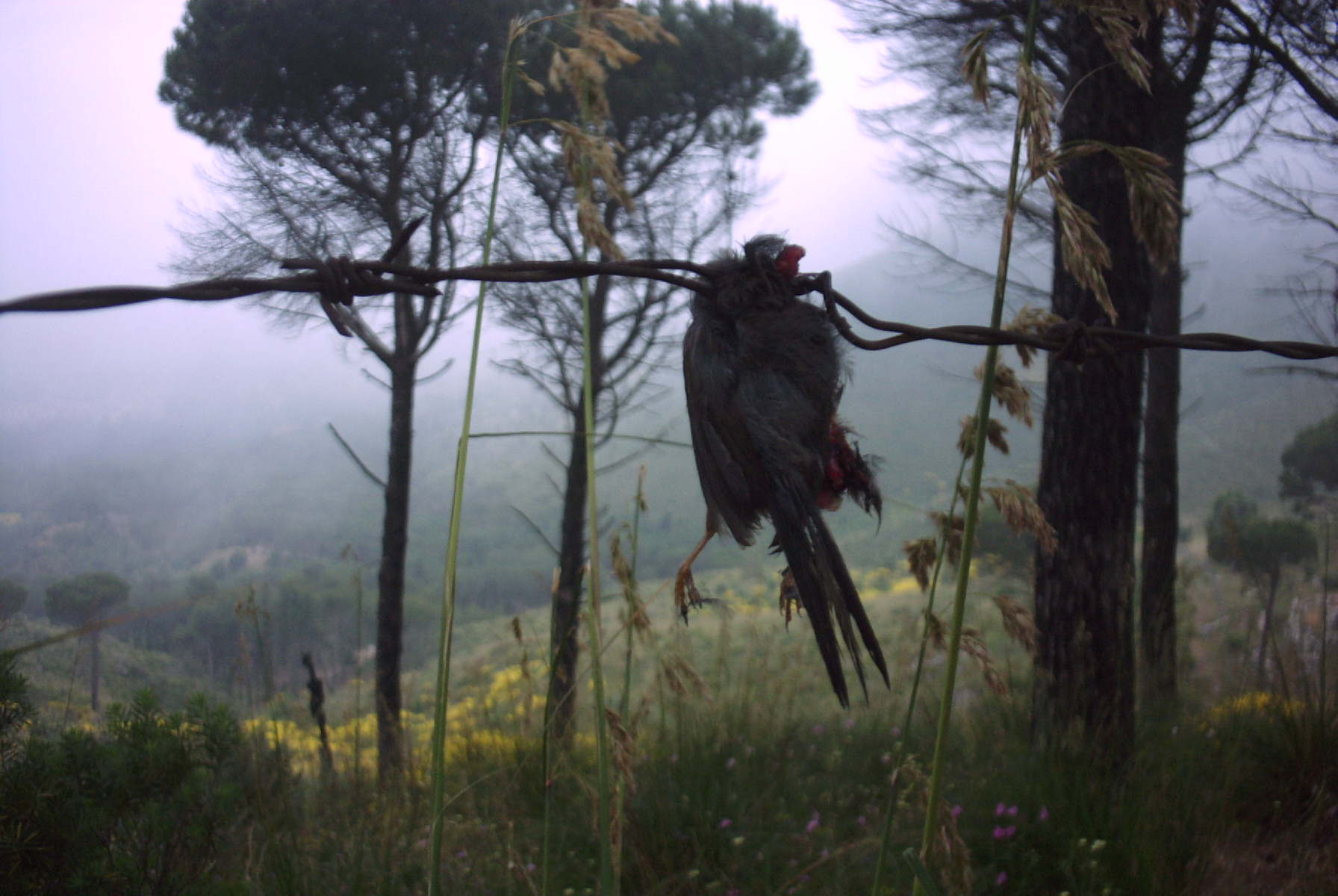
Tělo pěnice bělohrdlé napíchnuté ťuhýkem rudohlavým na ostnatý drát (Monte Cuccio, Sicílie, 2000)

Ťuhýkovití (Laniidae) je monotypická čeleď čítající necelých 30 druhů pěvců jediného rodu ťuhýk (Lanius). Vědecký název je odvozen z latinského lanius –  řezník. Odkazuje na typické chování ťuhýkovitých – napichování ulovené kořisti (hmyzu, malých savců či ptáků, ještěrek aj.) na trny stromů a keřů, někdy i na ostnatý drát. Zde kořist ukládají a vracejí se k ní. Napichování však neplní funkci podobnou podzemním zásobám hlodavců aj. Ťuhýci zpravidla kořist napichují, když jsou nasyceni, a konzumují ji zpravidla do 24 hodin (záleží na velikosti kořisti). Napichování kořisti je také prostředek k fixaci kořisti, když ji ťuhýk trhá na malé kousky. Nohy ťuhýků totiž nejsou uzpůsobeny k držení kořisti na rozdíl od nohou dravců (Accipitriformes) sokolů (Falconiformes) a sov (Strigiformes). Ťuhýci mají také schopnost vyvrhovat nestravitelnou část potravy ve formě malého chuchvalce, tzv. vývržku.
Ťuhýkovití jsou většinou malí ptáci, ovšem některé druhy mohou dosáhnout velikosti až 50 cm. Barva opeření je různá.
Ťuhýkovití mají silný zobák, jehož horní čelist je na špičce hákovitě zahnuta dolů. Všichni ťuhýkovití mají (stejně jako sokolovití dravci) na zobáku zejk, což je ostrý výběžek na bocích horní čelisti zobáku (za ohybem špičky), kterému odpovídá zářez na hranách dolní čelisti. Takto uzpůsobený zobák je optimálním nástrojem k usmrcení a porcování kořisti.
Obývají otevřené krajiny s keři na velkém území Evropy, Asie, Afriky a dva zástupci žijí v Severní Americe (ťuhýk šedý a ťuhýk americký). V Evropě je jejich typickým zástupcem ťuhýk obecný. Jsou monogamní a teritoriální. Na kořist číhají z vhodné pozorovatelny. Hnízdo staví z větviček a travin. Je pevné a dobře ukryté uvnitř trnitých keřů, případně v nižším větvoví stromů.

## Evoluce skupiny
Podle biomolekulárních výzkumů vznikla tato čeleď na území Afriky v době před 9 až 7 miliony let, tedy v pozdním miocénu. Diverzifikace byla velmi rychlá a souvisela nejspíš s rozšířením travnatých stepí. Následně zástupci skupiny opakovaně migrovali do dalších částí světa.

## Taxonomie
- Rod Lanius
  - ťuhýk hlavatý (Lanius bucephalus)
  - ťuhýk dlouhoocasý (Lanius cabanisi)
  - ťuhýk afrotropický (Lanius collaris)
  - ťuhýk obecný (Lanius collurio)
  - ťuhýk barmský (Lanius collurioides)
  - ťuhýk žlutozobý (Lanius corvinus), dříve jako monotypický taxon Corvinella corvina[4]
  - ťuhýk hnědý (Lanius cristatus)
  - ťuhýk východoafrický (Lanius dorsalis)
  - ťuhýk šedý (Lanius excubitor)
  - ťuhýk šedohřbetý (Lanius excubitoroides)
  - ťuhýk středoafrický (Lanius gubernator)
  - ťuhýk středoasijský (Lanius isabellinus)
  - ťuhýk americký (Lanius ludovicianus)
  - ťuhýk rovníkový (Lanius mackinnoni)
  - ťuhýk stračí (Lanius melanoleucus), dříve jako monotypický taxon Urolestes melanoleucus[4]
  - ťuhýk pustinný (Lanius meridionalis)
  - ťuhýk menší (Lanius minor)
  - ťuhýk žlutavobřichý (Lanius newtoni)
  - ťuhýk běločelý (Lanius nubicus)
  - ťuhýk královský (Lanius schach)
  - ťuhýk rudohlavý (Lanius senator)
  - ťuhýk somálský (Lanius somalicus)
  - ťuhýk běloramenný (Lanius souzae)
  - ťuhýk klínoocasý (Lanius sphenocercus)
  - ťuhýk tibetský (Lanius tephronotus)
  - ťuhýk tygrovaný (Lanius tigrinus)
  - ťuhýk tlustozobý (Lanius validirostris)
  - ťuhýk indický (Lanius vittatus)

Dva druhy rodu Eurocephalus – ťuhýk bělotemenný (Eurocephalus anguitimens) a ťuhýk korunkatý (Eurocephalus ruppelli) – byly považovány za nejprimitivnější ťuhýky. Od května 2023 jsou zařazeny do samostatné čeledi Eurocephalidae.